# Арбиш
Арбиш — река в России, протекает по Килемарскому и Горномарийскому районам Республики Марий Эл. Устье реки находится в 52 км от устья Рутки по правому берегу. Длина реки — 18 км, площадь водосборного бассейна — 88 км².
Исток реки в болотах в 27 км к юго-западу от посёлка Килемары. Река течёт на юго-восток, всё течение проходит по ненаселённому лесу. Впадает в Рутку западнее озера Арбуч.

## Данные водного реестра
По данным государственного водного реестра России относится к Верхневолжскому бассейновому округу, водохозяйственный участок реки — Волга от устья реки Ока до Чебоксарского гидроузла (Чебоксарское водохранилище), без рек Сура и Ветлуга, речной подбассейн реки — Волга от впадения Оки до Куйбышевского водохранилища (без бассейна Суры). Речной бассейн реки — (Верхняя) Волга до Куйбышевского водохранилища (без бассейна Оки).
Код объекта в государственном водном реестре — 08010400312110000044058.